# Zandkastelen
Zandkastelen is een documentaire uit 2002 van regisseur Alexander Oey over de gevaren van het wereldwijde financiële systeem, dat kan instorten als een zandkasteel. Vijf jaar later bleek de film voorspellende waarde te hebben gehad: de kredietcrisis brak uit in de Verenigde Staten en mondde in de jaren erna uit in een wereldwijde economische crisis.

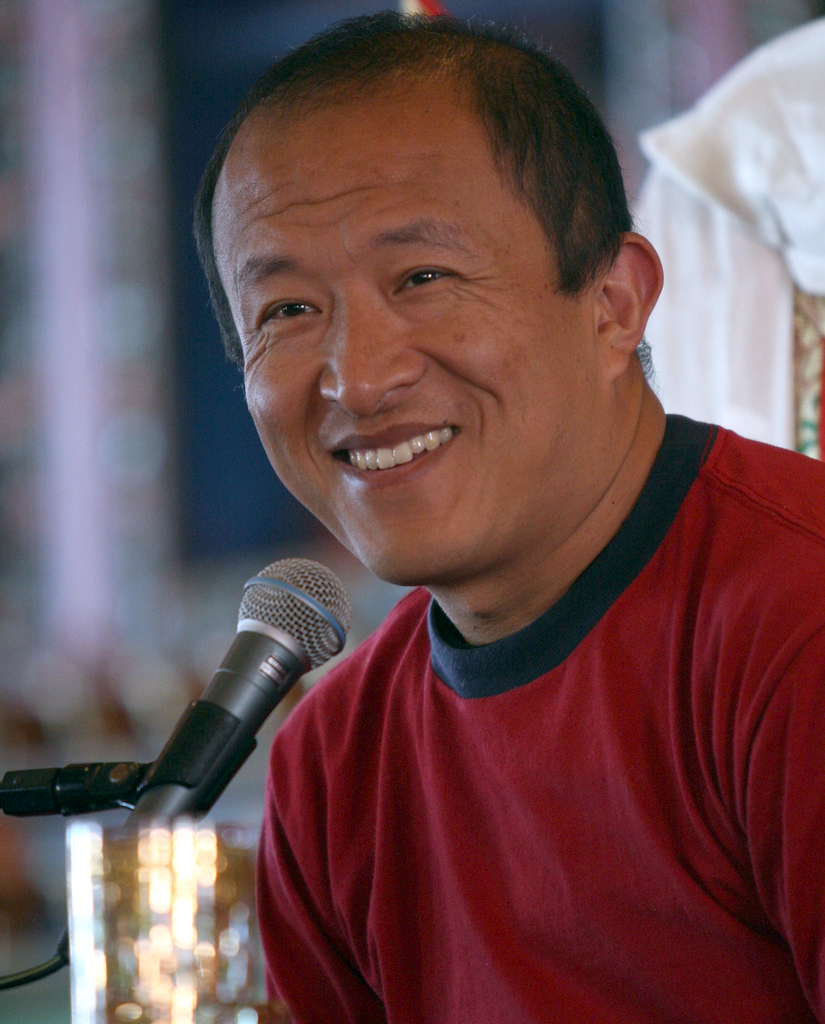
Khyentse Norbu

Drie personen met een verschillende achtergrond geven hun zienswijze over de ontwikkelingen van de mondialisering van de financiële markten:
- Saskia Sassen, een Amerikaans hoogleraar sociologie en economie aan de Universiteit van Chicago en aan de London School of Economics
- Arnoud Boot, een Nederlands hoogleraar ondernemingsfinanciering en financiële markten aan de Universiteit van Amsterdam
- Khyentse Norbu, een Bhutans filmregisseur en boeddhistisch tulku.

## Uitzending
- (nl) Boeddhistische Omroep Stichting, Uitzending van Zandkastelen